# FC Matera
L'FC Matera, noto semplicemente come Matera o Matera Calcio, è stata una società calcistica italiana con sede nella città di Matera, capoluogo dell'omonima provincia. Nel 2025 è stata esclusa dal campionato italiano di calcio per indepienze finanziarie.
Il primo club cittadino fu fondato originariamente nel 1933, e nel corso della storia la squadra è stata rifondata diverse volte. Nell'estate 2022 il club ha ripreso la denominazione e il logo storici di FC Matera. È l'unica squadra lucana che ha nel suo palmarès due trofei nazionali, il Trofeo Jacinto conquistato nel 1991 e la Coppa Italia di Serie D conquistata nel 2010; è stata inoltre finalista della Coppa Italia Lega Pro nel 2017.

## Storia

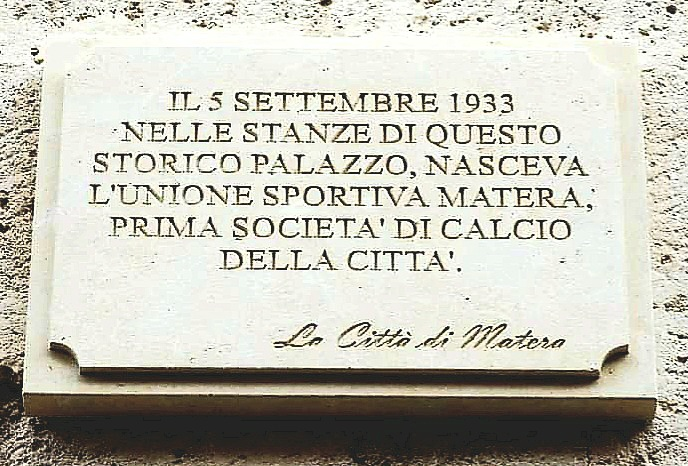
La targa collocata in Via La Vista dove nel 1933 fu fondata l'U.S. Matera

Nel corso del 1926 e negli anni successivi, il "Matheola Football Club", squadra dell'Opera Nazionale Dopolavoro di Matera e la "SS Gandolfo" costituita nel 1925, affrontano compagini dei centri vicini, talvolta con formazioni da 7 giocatori per squadra, utilizzando come terreno di gioco principalmente il "Campo delle Tre Vie". Si diffonde in città, appena diventata capoluogo di provincia, un forte fermento calcistico e sportivo.
La prima società calcistica ufficiale a Matera viene fondata nell'Ufficio Sportivo della Federazione in Via La Vista il 5 settembre 1933 con il nome di Unione Sportiva Matera e colori sociali granata; il 28 gennaio 1934, in occasione della prima gara interna ufficiale del campionato 1933-34 contro il Bitonto, viene inaugurato il nuovo Campo degli Sports, in seguito Campo sportivo "Luigi Razza", diventato nel dopoguerra Stadio "XXI Settembre". 
Dopo aver partecipato ad un campionato di Terza Divisione, il Matera partecipa al campionato regionale di Seconda Divisione pugliese, massimo campionato regionale dell'epoca, denominato poi Prima Divisione a partire dal 1935-36. La società, che nel campionato 1936-37 si trasforma in Associazione Sportiva Materana, resta la massima espressione calcistica cittadina fino alla seconda guerra mondiale. Durante la guerra il Matera è l'unica formazione non pugliese che partecipa nel 1944 alla Coppa CONI, competizione disputata nella Puglia liberata dalle forze alleate, mentre nel Torneo misto pugliese 1944-1945 si ritira al termine del girone di andata.
Nel dopoguerra nascono diverse realtà calcistiche, ma quella che raccoglie l'eredità dell'U.S. Matera è la Matera Calcio, con i definitivi colori sociali bianco e azzurro. Nel 1947-48 questa nuova compagine partecipa al girone B del campionato pugliese di Prima Divisione, insieme a squadre come il Manduria, Lecce B, Maglie, Martina, Grottaglie, Ostuni.
Nel 1950 la Matera Calcio, pur avendo terminato al nono posto il precedente campionato di Prima Divisione pugliese, viene ammessa per la prima volta ad un campionato interregionale, la Promozione (corrispondente all'attuale Serie D), gestito dalla Lega Interregionale Sud. Al termine della stagione il Matera retrocede e disputa il campionato di Prima Divisione pugliese, ma pur arrivando al primo posto nel girone B, non viene classificato in quanto era stato iscritto d'ufficio al campionato pugliese da parte della F.I.G.C. per ragioni di vicinorietà. Viene pertanto ammesso al nuovo campionato di Promozione lucana, vincendolo nel 1953 e tornando nella categoria interregionale, che nel frattempo ha mutato il suo nome in IV Serie, dove partecipa per cinque stagioni consecutive. Al termine della stagione 1957-58 la Matera Calcio, dopo la retrocessione in Prima Categoria lucana, viene esclusa dai ruoli federali., così la prima squadra cittadina diventa la Libertas Matera. Nel 1963 dalla fusione tra la Libertas e l'Acli Piccianello nasce il Foot Ball Club Matera, che due anni più tardi vince il proprio girone e le semifinali del campionato lucano di Prima categoria, e diventa campione lucano di Prima Categoria per rinuncia della Libertas Invicta Potenza.

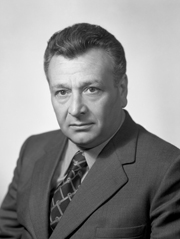
Il Senatore Franco Salerno, presidente del Matera per ventidue anni

A partire dal 1965, anno del ritorno in Serie D, si affaccia sulla scena colui che, succedendo a Riziero Zaccagnini, sarà il presidente del F.B.C. Matera per 22 anni, Franco Salerno, in seguito diventato anche Senatore della Repubblica, che porterà la società biancazzurra negli anni settanta ai suoi massimi livelli di sempre. Dopo tre anni di serie D, il Matera vince nel 1967-68 il campionato davanti al Savoia e raggiunge per la prima volta la Serie C, retrocedendo in Serie D nel 1975 e tornando in C dopo un anno. Nel 1978 avviene la ristrutturazione della serie C ed il Matera è ammesso alla neonata Serie C1.

La rosa del Matera vincitrice del campionato di Serie C1 1978-1979

In seguito al primo campionato di serie C1 della storia nella stagione 1978-1979, sotto la guida del presidente Franco Salerno, a cui è stato successivamente intitolato lo Stadio XXI Settembre, e dell'allenatore Franco Dibenedetto (premiato quell'anno con il Seminatore d'oro come miglior allenatore di Serie C), vincendo all'ultima giornata contro la Lucchese la città di Matera raggiunge per la prima ed unica volta nella sua storia la Serie B.

La formazione del Matera all'esordio casalingo in Serie B nella partita contro il Taranto

Nonostante alcuni risultati prestigiosi ed un buon girone di andata terminato al 14º posto in piena zona salvezza, il Matera crolla nel girone di ritorno; segue una doppia retrocessione dalla B alla C2, anno in cui avviene anche il rogo del Ballarin avvenuto all'ultima giornata prima della gara tra Sambenedettese e Matera. Nella seconda metà degli anni ottanta, il Matera vive una seconda doppia retrocessione, passando dalla C2 al campionato di Promozione.

Franco Selvaggi. Campione del mondo 1982, presidente del Foot Ball Club Matera nel 1987, e già calciatore in gioventù nella Gianni Rivera Matera, poi Pro Matera.

In conseguenza di ciò i soci del F.C. Matera decidono di effettuare una fusione societaria con l'altra compagine materana, il Pro Matera, club militante in Interregionale, dando vita alla Pro Matera Sport, divenuto poi Matera Sport. Nel 1991 il Matera vince il campionato interregionale e poi conquista la promozione in C2 nello spareggio decisivo contro il Gangi, vincendo 2-0 in casa e pareggiando 0-0 a Gangi, in Sicilia. In seguito vincerà anche il Trofeo Jacinto, torneo precursore dell'attuale Scudetto Dilettanti (istituito a partire dal 1992) giocato tra le sei vincitrici degli spareggi promozione; battendo in finale a Bovalino l'Aosta per 1-0, il Matera diventa quindi Campione d'Italia Interregionale.
Nel 1992-1993 il Matera termina il campionato di Serie C2 al terzo posto e viene ripescato in C1, dove torna dopo 12 anni nella stagione 1993-94. A fine stagione però, a causa di irregolarità amministrative, il Matera subisce una retrocessione a tavolino in C2. Nonostante le vicissitudini societarie che portano al fallimento del Matera Sport ed alla successiva nascita della Polisportiva Matera, nella stagione 1995-96 la squadra biancazzurra disputa un campionato di Serie C2. Con la nuova denominazione disputa un altro buon campionato in C2 prima di essere condannata per la seconda volta in tre anni ad un'altra retrocessione a tavolino, per problemi relativi alla fideiussione bancaria necessaria per l'iscrizione al campionato. La Polisportiva Matera, per protesta contro la retrocessione a tavolino e per difficoltà economiche, disputa il Campionato Nazionale Dilettanti 1997-98 con la formazione juniores, giungendo penultima nel girone H con soli 6 punti all'attivo e davanti al solo Lagonegro.
Nel 1998 dalla fusione tra Atletico Matera e Scanzano nasce l'Associazione Sportiva Materasassi, presieduta dall'avvocato Vitantonio Ripoli, che acquisisce il diritto a partecipare al torneo regionale di Eccellenza.
Nel campionato di Eccellenza Lucana 1998-99 si assiste dunque a un derby tra Materasassi e Polisportiva Matera (che nel frattempo cambia denominazione diverse volte, convivendo con l'altra realtà cittadina fino allo scioglimento, avvenuto nel 2001) e nella città dei Sassi torna a disputarsi una stracittadina quarantacinque anni dopo le sfide tra Libertas e Matera Calcio.
Nel 1999-00 il Materasassi, che nella precedente stagione disputata a livello regionale era arrivato al terzo posto conquistando la Coppa Italia Dilettanti Basilicata, vince il campionato di Eccellenza e permette al calcio materano di tornare in una categoria interregionale dopo due anni.
Nella stagione 2004-2005, a causa della solita mancanza di investitori, sono i tifosi a garantire vitto e alloggio ai giocatori grazie a delle vere e proprie raccolte spontanee di denaro che proseguono fino all'ingresso in società dei due nuovi soci Barbano e Padula. Nonostante le difficoltà economiche, nelle stagioni 2004-05 e 2005-06 il Matera riesce in qualche modo a conservare la Serie D grazie alle vittorie nei play-out.
Nella stagione 2009-2010 il Matera vince la Coppa Italia di Serie D, vince i play off garantendosi il primo posto nei ripescaggi ed è ripescato in Lega Pro Seconda Divisione; pertanto il 4 agosto 2010 il Consiglio Federale della Federcalcio delibera il ripescaggio in Seconda Divisione del Matera, che torna così in un campionato professionistico dopo 13 anni.
Nell'estate 2011 la società non s'iscrive al successivo campionato di Seconda Divisione e così viene esclusa dai campionati professionistici per inadempienze finanziarie. Nella stagione 2011-2012 il Comitato Provinciale della FIGC autorizza il Football Club Matera a ripartire dal Campionato Provinciale di Terza Categoria. Nella stagione seguente il Matera non si iscrive ad alcun campionato, fallendo. Tuttavia nel 2012 l'imprenditore Saverio Columella perfeziona l'iscrizione al campionato di Serie D di una nuova realtà calcistica: l'A.S.D. Matera Calcio. Nel 2014 il club torna nel terzo livello del calcio italiano, cambiando denominazione in S.S. Matera Calcio. Nella stagione 2016-17 raggiunge la finale di Coppa Italia Lega Pro. Nell'agosto 2018 il Matera Calcio viene rilevato dall'imprenditore materano Nicola Andrisani e dall'avvocato Vitantonio Ripoli, già presidente nei primi anni 2000. A questi subentra Rosario Lamberti, imprenditore avellinese. Il 14 febbraio 2019 viene esclusa dal campionato di Serie C dopo quattro rinunce, e successivamente esclusa dai ruoli federali.
Nell'estate 2019 nasce la U.S.D. Matera Calcio 2019 che riparte dal campionato di Seconda Categoria e nell'estate del 2021, dopo la fusione con l'A.S.D. Grumentum Val d'Agri, si trasforma in U.S.D. Matera Grumentum, partecipante al campionato di Eccellenza lucana. Nel 2022 il club ritorna in Serie D e riprende la denominazione e il logo storici di FC Matera.
Nel 2022-23, dopo una partenza estremamente difficile sotto la guida del tecnico Finamore, che decide di dimettersi nel mese di Ottobre, con l'avvento di mister Ciullo i biancazzurri riescono a rimontare la classifica con una serie di risultati utili consecutivi, sino a sperare in un piazzamento nei playoff. La stagione si conclude al 7º posto, dopo aver ampiamente raggiunto il primario obiettivo della salvezza. Dopo il 6° posto della stagione 2024-2025, per difficoltà economiche non perfeziona la domanda di iscrizione alla successiva Serie D e quindi rimane esclusa dal campionato.

## Colori e simboli

### Colori
I colori del Matera Calcio sono il bianco e l'azzurro derivanti dallo stemma cittadino. All'epoca della fondazione della prima squadra calcistica cittadina, da cui il Matera Calcio deriva, fu scelto inizialmente come colore sociale il granata.
Nella stagione 1967-1968 esordisce la maglia bianca con diagonale blu che diverrà in seguito la maglia classica del Matera.
| Prima divisa maglia classica | Seconda divisa maglia classica | Terza divisa maglia classica |

### Simboli ufficiali

#### Stemma
Fino alla stagione 2011-2012, ovvero fino all'esclusione dai campionati professionistici per inadempienze finanziarie, il Football Club Matera utilizzava lo storico stemma utilizzato all'epoca del campionato di Serie B 1979-1980. Lo stesso stemma è stato successivamente riadottato nell'estate del 2022. Di seguito alcuni dei loghi storici principali:

Il logo in uso fino all'agosto 2012 e poi ripreso nel 2022
Il logo in uso dal 2012 al 2019

#### Inno
Numerosi sono stati i brani scritti nel corso degli anni per il Matera. Dal 2013 l'inno ufficiale della squadra è "Dietro gli scaloni", una melodia reggae composta dai Roots'n'Stones Crew, giovane gruppo originario della città dei Sassi. Il titolo deriva dal luogo tipico di ritrovo della tifoseria fra il primo e il secondo tempo di una partita: dietro le gradinate dello stadio. Il brano fa riferimento agli anni più belli della storia della società, citando il presidente Salerno e lo storico portiere Franco Mancini.
Gli altri inni composti nel corso degli anni per il Matera sono i seguenti:
- "Forza Matera" (1978), di Peppino Ruscigno
- "Cuore biancoazzurro" (2010), di Emanuele Schiavone e Roberto Chito

## Strutture

### Stadio

Una rete di Vito Chimenti al vecchio XXI Settembre nella seconda metà degli anni 1970

Il Matera disputa le proprie partite casalinghe allo Stadio XXI Settembre-Franco Salerno lo stadio più capiente della regione Basilicata. La sua costruzione fu terminata nel 1933 ed inizialmente fu chiamato Campo sportivo Luigi Razza; nel dopoguerra fu cambiato il nome in Stadio XXI Settembre per ricordare il 21 settembre 1943, data della strage di Matera. Infine il 16 giugno 2001 lo stadio è stato co-intitolato a Franco Salerno, presidente del Football Club Matera che conquistò la Serie B nella stagione 1979-80 (l'ultima volta che una squadra calcistica della Basilicata è stata in cadetteria). Proprio nel 1979, in occasione di quella promozione, lo stadio fu ristrutturato, con la costruzione delle due curve e della gradinata, quest'ultima in sostituzione di quella vecchia che era in tubi Innocenti e di dimensioni molto inferiori, mentre la tribuna centrale risale ai primi anni cinquanta e le tribune laterali al 1968; la capienza totale dello stadio fu così aumentata a circa 15.000 posti, ridotti progressivamente nel corso degli anni successivi per motivi di sicurezza e ordine pubblico.

### Centro di allenamento
Il F.C. Matera effettua i suoi allenamenti presso lo Stadio XXI Settembre-Franco Salerno, a parte alcune eccezioni.

## Società

### Sedi sociali
Elenco delle sedi sociali del Matera.
- 1967-1986: Vico XX Settembre, 6
- 1986-1988: Via Sicilia, 2
- 1988-1989: Via Marconi, 3/C
- 1989-1990: Contrada San Giorgio
- 1990-1993: Via De Sariis, 8/A
- 1993-1994: Via Marconi, 3/C
- 1994-1995: Via Trabaci, Centro Tre Torri
- 1995-1996: Via A. Di Francia, 2
- 1996-1997: Via Dante, 48
- 1997-1998: Via del Corso, 17/B
- 1998-2005: Recinto L. Protospata, 2
- 2005-2006: Via Sicilia, 1
- 2006-2010: Viale Nazioni Unite, 21
- 2010-2011: Via Sicilia, 1
- 2013-2016: Via Gattini, 31
- 2016-2019: Via della Croce, 6
- dal 2022: Via del Commercio, 11

### Sponsor
Elenchi degli sponsor tecnici e ufficiali del Matera.
| Cronologia degli sponsor tecnici - 1980-? Pouchain - ?-1990 Adidas - 1990-2000 TOP 87 - 2000-2010 Legea - 2010-2011 Mass - 2011-2016 Erreà - 2016-2017 Frankie Garage Sport - 2017-2018 Erreà - 2018-2019 Givova - 2022-2024 Givova - 2024- Adidas | Cronologia degli sponsor ufficiali - 1981-1983 Pasta Lucana - 1983-1986 Impes Group - 1986-1987 Nuzzaci Strade - 1988-1989 Lady Cucine - 1988-1990 Salumificio Lucano - 1990-1991 Discorama Panasonic - 1991-1992 Divani & Divani - 1992-1993 Roma - 1993-1994 Acqua Toka - 1996-1997 Amaro Lucano - 2000-2001 Telemarket - 2001-2002 Compagnia Italiana Turismo - 2002-2003 Salottificio Nicoletti - 2005-2006 B.B.C. - 2006-2008 Fluidotecnica - 2008-2010 Datacontact - 2011-2012 Palazzo Gattini Luxury Hotel - 2012-2014 Tradeco - 2014-2015 365 Planet Win - 2015-2016 Zeta System - 2016-2018 Tradeco - 2018-2019 Sidigas - 2022-2023 Ai Palmenti - 2023- Vim |  |

### Impegno nel sociale
Il Matera Calcio è stato anche impegnato nel sociale; con collaborazioni per la diffusione di messaggi per la sensibilizzazione sulla donazione del sangue, con la FIDAS.

## Diffusione nella cultura di massa
Il primo periodico ufficiale del Matera Calcio è stato il «F.C. Matera news» fondato nel 2008 ed attivo dalla data di fondazione fino al 2011.
Il lungometraggio «9 giugno 1979. Una città nel pallone» è un docufilm del 2014, realizzato dal regista Sandro Veglia sulla storica promozione del Matera in Serie B, premiato dalla Fédération internationale cinéma et télévision sportifs durante Sport Movies & Tv - Milano International FICTS Fest; il docufilm è stato proiettato anche nel corso dell'evento «1979-2019: un sogno chiamato Serie B quarant’anni dopo» organizzato il 9 giugno 2019 dal portale Materacalciostory e dall'A.S.D. Matheola con il patrocinio della Fondazione Matera 2019, a quarant'anni dalla promozione del Matera in Serie B.
Un altro documentario intitolato «La grande stagione» è stato realizzato da Sandro Veglia insieme a Materacalciostory nel 2021, a trent'anni di distanza dalla vittoria del Campionato Interregionale 1990-1991 e del Trofeo Jacinto.
Nel corso della festa per celebrare i 90 anni dalla nascita del calcio a Matera, svoltasi il 5 settembre 2023, è stata scoperta una targa commemorativa in via La Vista, sul palazzo dove nacque la Unione Sportiva Matera, prima società della città; è stato inoltre realizzato un murale intitolato «Il grande Matera», raffigurante la formazione che scese in campo all'esordio del campionato di Serie B 1979-1980. Infine nel corso della festa tenutasi allo stadio, oltre alla visione di una mostra fotografica è stato proiettato il documentario di 30 minuti intitolato «Il Matera fa 90», realizzato da Sandro Veglia e Materacalciostory, che narra l'intera storia calcistica materana dalle origini fino al presente.
Il libro «Con il Matera nel cuore», scritto nel 2013 dal giornalista Stefano Mele, descrive il periodo più florido e felice del club biancazzurro. In particolare vengono raccontati gli anni dal 1964 al 1987, in cui il club fu gestito dal compianto presidente Franco Salerno, il presidente più longevo e più vincente della storia calcistica materana.
Il libro «Dove non arrivavano i treni arrivò la serie B» scritto da Luciano Aprile, professore di filosofia ed ex calciatore, racconta episodi della storia nel Matera dell'autore arrivato nella città dei Sassi negli anni settanta.

## Allenatori e presidenti
Si riporta l'elenco degli allenatori e dei presidenti del Matera Calcio dall'anno di fondazione in poi.
- 1933-1934  Kovach
- 1934-1935  Achille Gama
- 1935-1936  Umberto Zanolla
- 1936-1937  Bruno Stanich
- 1937-1945 ...
- 1945  Lorenzo Paradiso
- 1945-1946 ...
- 1947-1948  Panetta
- 1948-1949 ...
- 1949-1950  Enrico Di Santo
- 1950-1951  Dario Gay (1ª-6ª)
 Antonio Gordini (7ª-16ª)
 Umberto Zanolla (17ª-32ª)
- 1951-1952  Umberto Zanolla
- 1952-1953  Giuseppe Bradaschia
- 1953-1954  Giuseppe Bradaschia (1ª)
 Euro Riparbelli (2ª-30ª)
- 1954-1955  Euro Riparbelli (1ª-23ª)
 Remo Galli (24ª-30ª)
- 1955-1956  Remo Galli (1ª-6ª)
 Luciano Filippelli (7ª-9ª)
 Pál Szalay (10ª-34ª)
- 1956-1957  Umberto Zanolla
- 1957-1958  Umberto Zanolla (1ª-12ª)
 Eustachio Dragone (13ª-30ª)
- 1958-1961  Eustachio Dragone
- 1961-1964  Augusto Manzin
- 1964-1965  Carmine Arena
- 1965-1966  Ignazio Mancini (1ª-28ª)
 Gennaro Rambone e  Domenico De Nicola (29ª-34ª)
- 1966-1967  Gennaro Rambone e  Domenico De Nicola (1ª-5ª)
 Enrico Di Santo (6ª-34ª)
- 1967-1969  Ruggero Salar
- 1969-1972  Nicola Chiricallo
- 1972-1973  Alfredo Mancinelli (1ª-34ª)
 Fernando Veneranda e  Francesco Di Benedetto (35ª-38ª)
- 1973-1974  Fernando Veneranda
- 1974-1975  Ruggero Salar
- 1975-1977  Mario Zurlini
- 1977-1980  Francesco Di Benedetto
- 1980-1981  Gennaro Rambone (1ª-19ª)
 Vincenzo Antezza (20ª-34ª)
- 1981-1982  Diego Giannattasio (1ª-17ª)
 Nicola Chiricallo (18ª-34ª)
- 1982-1983  Nicola Chiricallo (1ª-21ª)
 Vincenzo Antezza (22ª-34ª)
- 1983-1984  Diego Giannattasio
- 1984-1985  Diego Giannattasio (1ª-19ª)
 Elvio Salvori (20ª-34ª)
- 1985-1986  Enzo Cavallaro (precamp.)
 Elvio Salvori (1ª-16ª)
 Giovanni Conticchio e  Vincenzo Antezza (17ª-34ª)
- 1986-1987  Vincenzo Antezza e  Giovanni Conticchio
- 1987-1988  Pasquale Di Renzo (1ª-7ª)
 Francesco Di Benedetto (8ª-30ª)
- 1988-1989  Vito Roberti (1ª)
 Franco Gagliardi (2ª-34ª)
- 1989-1990  Angelo Carrano (1ª-8ª)
 Aldo Raimondi (9ª-34ª)
- 1990-1992  Marcello Pasquino
- 1992-1993  Francesco Di Benedetto (1ª-26ª)
 Giovanni Conticchio (27ª-32ª)
 Francesco Di Benedetto (33ª-34ª)
- 1993-1994  Francesco Di Benedetto
- 1994-1995  Carlo Florimbi (1ª-7ª)
 Aldo Raimondi (8ª-12ª)
 Giuseppe Raffaele (13ª-21ª)
 Carlo Florimbi (22ª-34ª e play-off)
- 1995-1996  Vito Chimenti (precampionato)
 Carlo Florimbi (1ª-34ª)
- 1996-1997  Francesco Fabiano (1ª-13ª)
 Franco Selvaggi (14ª-15ª)
 Pasquale Picci (16ª-34ª)
- 1997-1998  Angelo De Pascale e  Giuseppe Vizzielli (1ª-8ª)
 Vito Chimenti (9ª-38ª)
- 1998-1999  Vito Roberti (1ª-3ª)
 Nicola Peragine (4ª-30ª)  Basilicata
- 1999-2000  Sergio Notariale
- 2000-2001  Sergio Notariale (1ª-3ª)
 Mauro Zampollini (4ª-20ª)
 Sergio Notariale (21ª-24ª)
 Pietro Ruisi (25ª-36ª)
- 2001-2002  Andrea Chiappini
- 2002-2003  Lamberto Magrini (1ª-19ª)
 Giuseppe Galluzzo (20ª-34ª e play-off)
- 2003-2004  Franco Danza (1ª-3ª)
 Giuseppe Galluzzo (4ª-23ª)
 Pierantonio Tortelli (24ª-34ª e play-out)
- 2004-2005  Vito Chimenti (1ª-31ª) 
 Pino Fioriello (32ª-34ª e play-out)
- 2005-2006  Carmelo Condemi (precamp.)
 Luciano Camassa (1ª-2ª)
 Luigi Castiello (3ª-15ª)
 Michele Bilotta (16ª-34ª e play-out)
- 2006-2007  Aldo Raimondi (1ª-20ª)
 Vincenzo Maiuri (21ª-26ª)
 Aldo Raimondi (27ª-34ª)
- 2007-2008  Aldo Raimondi (1ª-6ª)
 Pietro Ruisi (7ª-19ª)
 Maurizio Raggi (20ª-27ª)
 Pietro Ruisi (28ª-34ª e play-out)
- 2008-2009  Luigi Corino (1ª-9ª)
 Antonio Foglia Manzillo (10ª-25ª)
 Franco Danza (26ª-34ª)
- 2009-2010  Giuseppe Giusto (1ª-22ª)
 Roberto Rizzo (23ª-36ª e play-off)
- 2010-2011  Adriano Cadregari
- 2011-2012  Nicolino Salvatore
- 2012-2013  Arcangelo Sciannimanico (precamp.)
 Giancarlo Favarin (1ª-16ª)
 Fausto Silipo (17ª-24ª)
 Marcello Chiricallo (25ª-34ª)
- 2013-2014  Vincenzo Cosco (1ª-10ª)
 Antonio Toma (11ª-18ª)
 Vincenzo Cosco (19ª-32ª)
- 2014-2015  Gaetano Auteri
- 2015-2016  Davide Dionigi (1ª-5ª)
 Pasquale Padalino (6ª-34ª)
- 2016-2018  Gaetano Auteri
- 2018-2019  Eduardo Imbimbo
- 2019-2021 ...
- 2021-2022  Antonio Finamore
- 2022-2023  Antonio Finamore (1ª-6ª)
 Rocco Lionetti (7ª)
 Salvatore Ciullo (8ª-34ª)
- 2023-2024  Salvatore Ciullo (precamp.)
 Luigi Panarelli (1ª-30ª)
 Fabio De Sanzo (31ª-34ª)
- 2024-2025  Salvatore Ciullo (1ª-9ª)
 Alfio Torrisi (10ª-23ª)
 Marco Ferri (24ª-29ª)
 Francesco Di Gaetano (30ª-34ª)

- 1933-1934  avv. Leonardo Cospito
- 1934-1935  Cesare Zagarella
- 1935-1936  Guglielmo La Nave (Commissario straordinario)
- 1936  Giuseppe Leonardi
- 1936-1937  Francesco Panizza, Francesco Mitarotonda
- 1937-1942 ...
- 1942-1943  Franco Molinari
- 1944  Giovanni Morano
- 1945  Giuseppe Montemurro
- 1947-1948  Giuseppe Sinatra
- 1949-1950  Riziero Zaccagnini
- 1950-1951  Ignazio Furlò
- 1951-1952  Antonio De Luca
- 1952-1955  Ignazio Furlò
- 1955-1956  Michele Tantalo (Commissario straordinario)
- 1956-1957  Giuseppe Mutidieri
 Armando Gesualdi (Commissario straordinario)
 Riziero Zaccagnini
- 1957-1958  Marco Riccardi
- 1958-1960  Eustachio Dragone (Commissario straordinario)
- 1960-1963  Nicola Carriero
- 1963-1964  Gerardo Arnone
- 1964-1966  Riziero Zaccagnini
 Franco Salerno
- 1966-1987  Franco Salerno
- 1987-1988  Franco Selvaggi
- 1988-1989  Saverio Palmieri (Pro Matera) -  Michele Motta (F.C. Matera)
- 1989-1990  Lorenzo Marsilio
- 1990-1993  Mario Salerno 
 Giuseppe Scalera
- 1993-1995  Giuseppe Scalera
- 1995-1997  Francesco Paolo Porcari e  Franco Salerno (Onorario)
- 1997-1998  Vincenzo Selvaggi
- 1998-2004  Vitantonio Ripoli  Basilicata
- 2004-2005  Salvatore Bellomo
 Vitantonio Ripoli
- 2005-2006  Franco Di Lecce 
 Giacinto Losignore
 Antonio Padula
- 2006-2007  Antonio Padula
- 2007-2008  Antonio Padula 
 Tommaso Perniola
- 2008-2012  Tommaso Perniola
- 2012-2014  Enzo di Tria
- 2014-2018  Saverio Columella
- 2018  Nicola Andrisani
- 2018-2019  Rosario Lamberti
- 2019-2021 ...
- 2021-2024  Antonio Petraglia
- 2024-2025  Stefano Tosoni

## Calciatori

### Hall of Fame
Il seguente è l'elenco dei giocatori facenti parte della Hall of Fame presente sul sito della storia del club, linkato sul sito ufficiale del club.
- Fernando Veneranda (1969-1973)[43]
- Nicola Chiricallo (1967-1969)[44]
- Alberto Marsico (2001-2004; 2006-2009)[45]
- Francesco Mancini (1985-1987)[46]
- Aldo Raimondi (1974-1975; 1979-1980)[47]
- Diego Giannattasio (1965-1971; 1977-1981)[48]
- Aldo Busilacchi (1967-1970; 1975-1978)[49]
- Pasquale D'Oriano (1984-1988; 2003-2004)[50]
- Giuseppe Raffaele (1978-1981)[51]
- Diego Albano (2000-2001; 2008-2010)[52]
- Franco Danza (1988-1993)[53]
- Vincenzo Antezza (1966-1979)[54]
- Piero Caputo (1988-1993)[55]
- Luigi De Canio (1974-1979; 1981-1986)[56]
- Luciano Aprile (1975-1983)[57]
- Paolo Pavese (1976-1984)[58]
- Augusto Manzin (1950-1959)[59]
- Adriano Casiraghi (1974-1982)[60]
- Claudio Gambini (1971-1982)[61]
- Giovanni Picat Re (1969-1970; 1975-1980)[62]
- Antonio Imborgia (1977-1981)[63]
- Dragutin Ristić (1990-1991)[64]
- Mario Morello (1977-1980)[65]
- Vito Chimenti (1972-1973; 1975-1977)[66]
- Angelo Carella (1967-1968; 1970-1972; 1977-1979)[67]
- Leonardo Generoso (1975-1981)[68]
- Bruno Incarbona (1982-1985; 1996-1997)[69]
- Giuseppe Galati (1966-1975)[70]
- Michele Sassanelli (1976-1979; 1983-1985)[71]
- Domenico Tanzi (1989-1993)[72]
- Alvaro Zian (1995-1997)[73]
- Nicola Loprieno (1968-1974)[74]
- Gennaro Rambone (1965-1967)[75]
- Alberto Bertonelli (1969-1973)[76]
- Tomaso Tatti (1993-1995)[77]
- Luigi De Rosa (1993-1994)[78]
- Antonio Buccione (1967-1972)[79]
- Emanuele Quadrello (1967-1970)[80]
- Antonio Toffanin (1970-1975)[81]
- Fulvio Bussalino (1979-1983)[82]
- Danilo Mayer (1967-1972)[83]
- Angelino Rosa (1965-1969)[84]
- Giovanni Di Lorenzo (2015-2017)[85]

### Capitani
- Bruno Walter Virgulin (1951-1954)[86][87][88]
- Augusto Manzin (1956-1958)[89][90]
- Romano Ladik (1958-1959)[91]
- Michele Labarile (1961-1962)[92]
- Ferrara (1962-1963)[93]
- Donato Buonvino (1964-1965)[94]
- Mirvano Pertile (1966-1968)[95][96]
- Diego Giannattasio (1968-1971) (1978-1980)[97][98][99]
- Antonio Buccione (1971-1972)[100]
- Giuseppe Galati (1972-1973)[101]
- Nicola Loprieno (1973-1974)[102]
- Giuseppe Galati (1974-1975)[103]
- Franco Mamilovich (1975-1976)[104]
- Claudio Gambini (1976-1982)[61][105]
- Leonardo Generoso (1976-1981)
- Luigi De Canio (1982-1986)
- Antonio La Palma (1983-1985)
- Giuseppe Innella (1986-1987)
- Michele Orsi (1987-1988)
- Mauro Corrieri (1988-1989)
- Domenico Tanzi (1989-1993)
- Luigi De Rosa (1993-1994)
- Antonio Bruno (1993-1995)
- Giorgio Olivari (1995-1996)
- Alvaro Zian (1996-1997)
- Donato Tataranni (1997-1998)
- Antonio Albano (1999-2000)
- Vito Castelletti (2000-2001)
- Vincenzo Rubino (2001-2002)
- Mario Brandani (2002-2003)[106]
- Giuseppe Fortunato (2004-2005)
- Fabrizio Liberti (2005-2006)
- Adamo Digno (2006-2007)
- Alberto Marsico (2007-2008)
- Pasquale Martinelli (2008-2010)[107]
- Diego Albano (2009-2010)[108]
- Angelo Logrieco (2010-2011)
- Giorgio Marinucci Palermo (2012-2013)
- Mariano Fernández (2013-2014)[109]
- Gaetano Iannini (2014-2017)[110]
- Ciro De Franco (2017-2018)
- Mariano Stendardo (2018-2019)
- Andrea Lobosco (2021-2022)
- Silvio Salerno (2021-2022)
- Giuseppe Figliomeni (2022-2023)
- Nicolò Donida (2022-2023)
- Vincenzo Ferrara (2023-2024)

### Contributo alle nazionali
I calciatori che durante la loro militanza nelle file del Matera che hanno ricevuto almeno una convocazione con le rappresentative nazionali sono quattro: il centrocampista Nicola Peragine con la Nazionale Under-21 e l'attaccante Mario Pini con la Nazionale di Serie B nel 1980, il difensore Leonardo Sernicola con la Nazionale Under-20 il 5 settembre 2017 e il portiere Thomas Brahja con la Nazionale Under-21 dell'Albania nel novembre 2024.

## Palmarès

### Competizioni nazionali
- Trofeo Jacinto: 1

1990-1991
- Coppa Italia Serie D: 1

2009-2010

### Competizioni interregionali
- Serie C1: 1

1978-1979 (girone B)
- Serie D: 3

1967-1968 (girone G), 1975-1976 (girone H), 2013-2014 (girone H)
- Campionato Interregionale: 1

1990-1991 (girone M)

### Competizioni regionali
- Eccellenza: 2

1999-2000, 2021-2022
- Promozione: 1

1952-1953
- Prima Categoria: 2

1961-1962 (girone B), 1964-1965 (girone B)
- Seconda Categoria: 1

2019-2020 (girone B)

### Onorificenze
- Stella d'argento al Merito Sportivo CONI

1979

### Altri piazzamenti
- Lega Pro:

Terzo posto: 2014-2015 (girone C), 2016-2017 (girone C)
- Serie C2:

Secondo posto: 1994-1995 (girone C)
Terzo posto: 1992-1993 (girone D)
- Coppa Italia Lega Pro:

Finalista: 2016-2017
- Campionato Interregionale:

Secondo posto: 1988-1989 (girone L)
- Serie D:

Secondo posto: 2002-2003 (girone H)
Terzo posto: 2012-2013 (girone H)
- Coppa Allievi Professionisti:

Semifinalista: 2010-2011
- Juniores Semiprofessionisti:

Semifinalista: 1971-1972
- Juniores:

Semifinalista: 2009-2010

## Statistiche e record

### Partecipazione ai campionati
| Livello | Categoria                       | Partecipazioni | Debutto   | Ultima stagione | Totale |
| ------- | ------------------------------- | -------------- | --------- | --------------- | ------ |
| 2°      | Serie B                         | 1              | 1979-1980 | 1979-1980       | 1      |
| 3°      | Serie C                         | 11             | 1968-1969 | 2018-2019       | 17     |
| 3°      | Serie C1                        | 3              | 1978-1979 | 1993-1994       | 17     |
| 3°      | Lega Pro                        | 3              | 2014-2015 | 2016-2017       | 17     |
| 4°      | Promozione                      | 1              | 1950-1951 | 1950-1951       | 25     |
| 4°      | IV Serie                        | 4              | 1953-1954 | 1956-1957       | 25     |
| 4°      | Campionato Interregionale       | 1              | 1957-1958 | 1957-1958       | 25     |
| 4°      | Serie D                         | 7              | 1965-1966 | 2024-2025       | 25     |
| 4°      | Serie C2                        | 11             | 1981-1982 | 1996-1997       | 25     |
| 4°      | Lega Pro Seconda Divisione      | 1              | 2010-2011 | 2010-2011       | 25     |
| 5°      | Campionato Interregionale       | 4              | 1987-1988 | 1990-1991       | 17     |
| 5°      | Campionato Nazionale Dilettanti | 1              | 1997-1998 | 1997-1998       | 17     |
| 5°      | Serie D                         | 12             | 2000-2001 | 2013-2014       | 17     |

In 60 stagioni sportive disputate dall'esordio a livello nazionale nel 1950. Sono escluse le annate dal 1951 al 1953, dal 1958 al 1965, dal 1998 al 2000, 2011-2012 e dal 2019 al 2022, nelle quali il Matera ha partecipato ai tornei del Comitato Regionale Pugliese 1951-1952 e del Comitato Regionale Lucano.

#### Partecipazioni alle coppe
| Competizione                                  | Partecipazioni | Debutto   | Ultima stagione | Totale |
| --------------------------------------------- | -------------- | --------- | --------------- | ------ |
| Coppa Italia                                  | 5              | 1979-1980 | 2017-2018       | 5      |
| Coppa Italia Semiprofessionisti               | 8              | 1972-1973 | 1980-1981       | 26     |
| Coppa Italia Serie C                          | 14             | 1981-1982 | 2018-2019       | 26     |
| Coppa Italia Lega Pro                         | 4              | 2010-2011 | 2016-2017       | 26     |
| Coppa Italia Dilettanti (Fase Interregionale) | 3              | 1988-1989 | 1990-1991       | 18     |
| Coppa Italia Serie D                          | 15             | 2000-2001 | 2024-2025       | 18     |
| Coppa Italia Dilettanti (Fase Eccellenza)     | 1              | 1998-1999 | 1998-1999       | 1      |

### Statistiche di squadra
Il successo più prestigioso della storia del Matera, ovvero la vittoria al Luigi Ferraris contro la Sampdoria in Serie B (18 novembre 1979, 0-1, rete di Giuseppe Raffaele), congiuntamente al pareggio casalingo per 1-1 nel ritorno sul campo neutro di Foggia (reti di Giovanni Sartori e Italo Florio), fa dei lucani l'unica squadra imbattuta in incontri di campionato contro i blucerchiati.

### Statistiche individuali

Giovanni Picat Re, miglior marcatore della storia materana.

Per quanto concerne gli allenatori, il record di presenze sulla panchina biancazzurra spetta a Franco Di Benedetto, allenatore dei lucani per 6 stagioni, seguito da Nicola Chiricallo, che ha guidato il Matera per 5 campionati.
Di seguito invece la classifica dei primi dieci giocatori per numero di presenze e di gol in gare di campionato:
| Record di presenze - 322 Claudio Gambini - 293 Diego Giannattasio - 278 Adriano Casiraghi - 251 Giuseppe Galati - 221 Luigi De Canio - 194 Luciano Aprile - 194 Nicola Loprieno - 182 Augusto Manzin - 182 Leonardo Generoso - 182 Giovanni Picat Re - 170 Paolo Pavese | Record di reti - 52 Giovanni Picat Re - 49 Diego Albano - 47 Aldo Busilacchi - 43 Vito Chimenti - 42 Costante Zanutel - 40 Corrado Spagnul - 36 Astorre Zanolla - 34 Armando Tolloi - 32 Angelo Carella - 30 Antonio Toffanin, Giovanni Perucci, Alberto Marsico |

## Tifoseria

### Storia

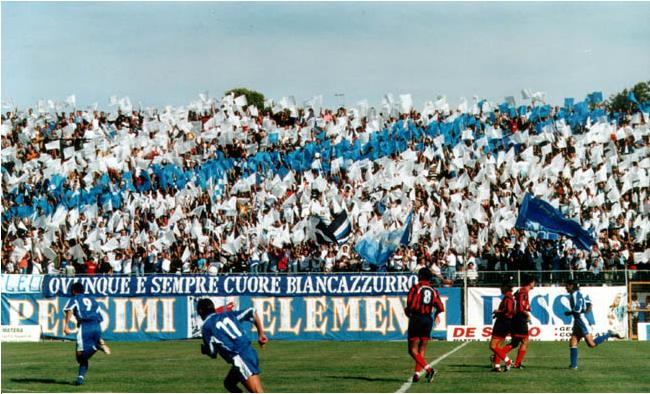
La tifoseria del Matera nel derby lucano contro il nel campionato di Serie D 2001-2002

Il tifo organizzato a Matera nasce sul finire degli anni Settanta quando apparvero sigle come Ultras Matera, Fedelissimi, Prima Linea, Brigate Biancazzurre, Commandos Tigre e soprattutto Viking (successivamente conosciuti come Viking Korps 1978), primo gruppo ultras della Basilicata, in cui nel giro di breve tempo confluirono quasi tutti gli altri gruppi esistenti.. 
Nel 1990 i Viking sono stati affiancati sulle gradinate del XXI Settembre-Franco Salerno dai Pessimi Elementi, nati da una scissione del primo gruppo. I due gruppi, falcidiati dai daspo (provvedimenti di interdizione dagli stadi), si sono sciolti rispettivamente nel 2004 e nel 2005. Nella stagione 2004/05 la tifoseria organizzata materana salì alla ribalta delle cronache per la decisione di gestire direttamente la società, a causa delle difficoltà societarie: la squadra era sull'orlo del ritiro dal campionato e così gli ultras si fecero carico di garantire vitto e alloggio a tutti i calciatori portando a termine la stagione grazie a raccolte e sottoscrizioni popolari.
Nel corso del 2006 alcuni ex appartenenti ai Pessimi Elementi sono tornati allo stadio dietro lo striscione con il motto della città Bos Lassus Firmius Figit Pedem e nel 2008 questi si sono organizzati nel gruppo Ultras Matera (da non confondere con l'omonimo gruppo degli anni Settanta).
Nella stagione 2006-2007 si è costituita la Vecchia Guardia, formata da persone che avevano militato nei Viking a cavallo tra gli anni ottanta e novanta. Nell'anno successivo si è costituito il gruppo Ultras Alta Qualità costituito in buona parte da ex membri dei Pessimi Elementi.
Nel 2012, dopo la scomparsa del Football Club Matera e la nascita della nuova A.S.D. Matera Calcio, tutti i gruppi si sono sciolti e coloro i quali hanno scelto di seguire la nuova compagine sono dapprima confluiti dietro un'unica sigla che prende il nome dalla città, Materani, e nel 2014, dopo l'apertura della curva Sud dello stadio, si sono trasferiti in quel settore dando vita agli Ultras Curva Sud, scioltisi in un primo momento nel gennaio 2018 a seguito delle denunce subite in occasione della trasferta a Catania nel mese precedente e poi ricompattati nel 2023 col rientro nel settore dei diffidati. 
Nel corso del campionato 2017-2018 i supporter presenti in gradinata hanno dato vita al gruppo Gradinata Biancazzurra rimasto attivo per due stagioni.
La tifoseria organizzata del Matera è apolitica.

### Gemellaggi e rivalità
La tifoseria materana non ha più gemellaggi ufficiali, mentre in passato ne ha avuti quattro. Quello con i pugliesi del Fortis Trani risale al 1987, quando per l'occasione il derby fra Pro Matera ed Edilpotenza fu giocato in campo neutro proprio a Trani. Il gemellaggio con i campani della Battipagliese nasce nei primi anni novanta, alimentato dalla comune ostilità verso potentini ed ebolitani poi sciolta nel settembre 2015. Negli anni novanta nacque anche un legame tra la tifoseria lucana e quella della Juve Stabia, ancora vivo. L'ultimo gemellaggio era con la tifoseria marchigiana della Vis Pesaro, nato durante l'ultima giornata della Serie C2 1986-1987.
La recente amicizia con la curva nord rossonera del Foggia nasce nella stagione 2012-2013 in occasione dell'intitolazione della gradinata dello stadio materano al prematuramente scomparso Franco Mancini, portiere originario della città dei Sassi che ha militato in entrambe le squadre.
La principale rivalità è nei confronti dei corregionali del Potenza. Il derby di Basilicata è contraddistinto da forti ostilità tra le due tifoserie sin dai primi anni ottanta, quando il movimento ultras lucano muoveva i primi passi. Altre rivalità esistono nei confronti delle tifoserie di Taranto, nata alla seconda giornata della Serie B 1979-1980 e rinfocolata con l'incontro di Coppa Italia Lega Pro 2010-2011 e nella stagione di Serie D 2013-2014, Brindisi, nata negli anni duemila e alimentata dalla forte competizione tra le due squadre in campionato, Savoia, nata in occasione dello spareggio promozione del campionato di Serie C2 1994-1995, e Turris, nata dopo pesanti scontri avvenuti in un incontro del campionato di Serie C2 1981-1982. Infine nel corso del 2023 si è riaccesa la rivalità con i tifosi della vicina Altamura, nata dopo gli scontri avvenuti nel Campionato Interregionale 1988-1989 e poi alimentata dal gemellaggio degli altamurani con i potentini. Rivalità minore ma che è comunque stata contraddistinta da incidenti, in Salento nel 2002 e a Matera nel 2024, è quella con il Casarano.